# Maartje Paumen
Maartje Yvonne Helene Paumen (née le 19 septembre 1985 à Geleen) est une joueuse de hockey sur gazon néerlandaise. Elle est capitaine de l'équipe locale de Bois-le-Duc et de l'équipe nationale féminine.

## Biographie
Maartje Paumen remporte à deux reprises le titre olympique au sein de l'équipe des Pays-Bas, en 2008 et en 2012, Trois fois le titre de championne d'Europe et deux fois le titre de championne du monde en 2006 et 2014.
Elle est désignée meilleure joueuse de hockey sur gazon de l'année en 2011 et 2012 par la Fédération internationale de hockey sur gazon. En 2008, elle avait déjà été désignée meilleure joueuse espoir.

## Vie privée
Maartje Paumen est en couple avec une joueuse de l'équipe nationale, Carlien Dirkse van den Heuvel.

### Palmarès
- Champions Trophy 2004 à Rosario
- Championnat d'Europe 2005 à Dublin
- Champions Trophy 2006 à Canberra
- Coupe du monde 2006 à Madrid
- Champions Trophy 2007 à Quilmes
- Championnat d'Europe 2007 à Manchester
- Jeux olympiques d'été de 2008 à Pékin
- Champions Trophy 2009 à Sydney
- Championnat d'Europe 2009 à Amstelveen
- Coupe du monde 2010 à Rosario
- Champions Trophy 2011 à Amstelveen
- Championnat d'Europe 2011 à Mönchengladbach
- Champions Trophy 2012 à Rosario
- Jeux olympiques d'été de 2012 à Londres
- Coupe du monde 2014 à la Haye